# Helina semiplumosa
Helina semiplumosa este o specie de muște din genul Helina, familia Muscidae, descrisă de Fritz Isidore van Emden în anul 1951.
Este endemică în Etiopia. Conform Catalogue of Life specia Helina semiplumosa nu are subspecii cunoscute.